# Kings & Queens (Jamie T)
Kings & Queens è il secondo album in studio del musicista britannico Jamie T, pubblicato nel 2009.

## Tracce
1. 368 –                                             4:43
2. Hocus Pocus –                                         3:31
3. Sticks 'n' Stones –                                 4:01
4. The Man's Machine –                                 4:50
5. Emily's Heart –                                  4:08
6. Chaka Demus –            3:35
7. Spider's Web –                                        4:44
8. Castro Dies –                                       2:59
9. Earth, Wind & Fire –                    3:45
10. British Intelligence –                                 3:19
11. Jilly Armeen –                               3:14
12. The Curious Sound (feat. Ben Bones) (iTunes Bonus track) – 2:52

Tracce Bonus Edizione Giapponese
1. Saint Christopher
2. On the Green
3. Spider's Web (Live at the Electric Ballroom)
4. Chaka Demus (Toddla T Remix)